# Maculinea arcina
Maculinea arcina är en fjärilsart som beskrevs av Hans Fruhstorfer 1910. Maculinea arcina ingår i släktet Maculinea och familjen juvelvingar. Inga underarter finns listade i Catalogue of Life.